# USF Pro 2000 Championship
A USF Pro 2000 Championship Presented by Cooper Tires, anteriormente conhecida como Star Mazda Championship, Pro Mazda Championship e, mais tarde, Indy Pro 2000 Championship, é uma categoria de monopostos que serve como o terceiro degrau no sistema Road to Indy, entre o USF2000 Championship e a Indy NXT. A categoria é sancionada pelo United States Auto Club e operada pela Andersen Promotions. O campeão recebe um pacote de bolsas de estudos para avançar para a Indy NXT na temporada seguinte. A USF Pro 2000 compete em todos os tipos de circuitos: de estrada, de rua e ovais.
A principal patrocinadora da categoria é a Goodyear Tire and Rubber Company, através de sua marca Cooper Tires.
Muitos graduados da Pro Mazda avançaram para categorias de elite, incluindo o piloto americano de Fórmula 1 e NASCAR Scott Speed, os pilotos da IndyCar Series Marco Andretti, Graham Rahal, James Hinchcliffe e Raphael Matos, e o piloto da Sports Car Series e NASCAR Michael McDowell.

## História

### Origem
Em 1983, diversos carros de Fórmula Ford equipados com motores rotativos da Mazda foram construídos pela Hayashi Racing no Japão e importados para os Estados Unidos. para serem utilizados pela Jim Russell Racing School. Foram construídos carros suficientes para um campeonato, a Mazda Pro Series, que começou em 1984 no Grande Prêmio de Long Beach. No final daquele mesmo ano, após modificações nas estruturas de capotamento dos carros para alinhá-los aos regulamentos da SCCA, a chamada "Fórmula Russell" tornou-se tão popular que inúmeras competições regionais e divisionais foram estabelecidas pela Jim Russell Racing School.

### Fundação

#### Década de 1990
Após anos sendo desenvolvido por Gary Rodrigues, o Star Mazda Championship estreou em 1991 em Willow Springs, com Mark Rodrigues, dirigindo pela Valley Motor Center (o construtor do novo chassi de 1990), conquistando a vitória inaugural. A categoria foi gradualmente ganhando importância no mundo das competições de monopostos dos Estados Unidos, à medida que campeonatos semelhantes, como a Barber Dodge Pro Series, a Fórmula BMW Americas e a Formula TR 2000 Pro Series deixaram de existir e, mais tarde, a Star Mazda se consolidou como a competição desse tipo mais importante nos Estados Unidos.

#### Anos 2000
Em 2001, a competição foi renomeada para Star Mazda North American Championship Present by Goodyear. Em  2003, foi tomada a decisão de utilizar o novo motor 13B-MSP Renesis do Mazda RX-8 em um novo carro Star Mazda. O carro Star Mazda "Pro" foi lançado no ano seguinte, com um chassi de fibra de carbono construído pela Élan Motorsport Technologies, com potência de 250 hp.

Em 2007, foi formada a Mazdaspeed Motorsports Driver Development Ladder, criada para fornecer financiamento para campeões em vários campeonatos com motores Mazda para subirem de categoria.

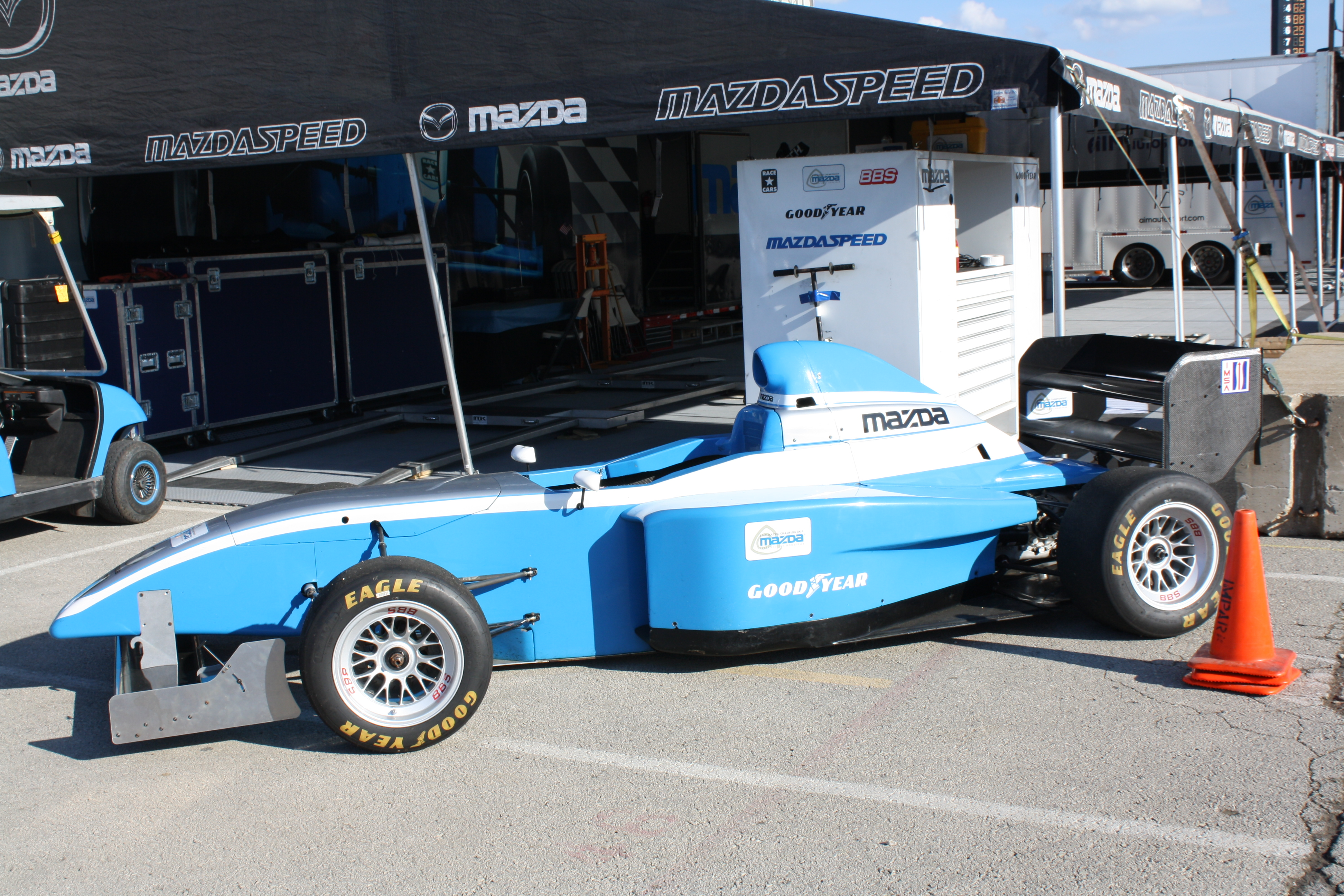
Carro da Star Mazda em 2009

Em 2008, o Star Mazda Championship trocou o sistema de largadas contínuas para largadas paradas, visando preparar melhor os pilotos para a ascensão ao Atlantic Championship e à Champ Car World Series. Os pneus diagonais foram substituídos pelos radiais, projetados especificamente para a Star Mazda pela Goodyear (a única fornecedora de pneus desde o seu início). Tanto a Goodyear quanto a Mazda assinaram extensões de cinco anos de seu patrocínio principal da série, até o final da temporada de 2012.
Em 2009, o carro Star Mazda passou por sua primeira grande atualização mecânica desde que foi lançado, que incluiu um pacote aerodinâmico revisado e modificações no motor e na suspensão. Esta atualização, que foi opcional, tinha a pretensão de diminuir o custo da competição e tornar o carro mais fácil de manter e ajustar. As corridas ovais retornaram ao calendário da Star Mazda pela primeira vez desde 2006, com provas na Milwaukee Mile e no Iowa Speedway.

#### Década de 2010

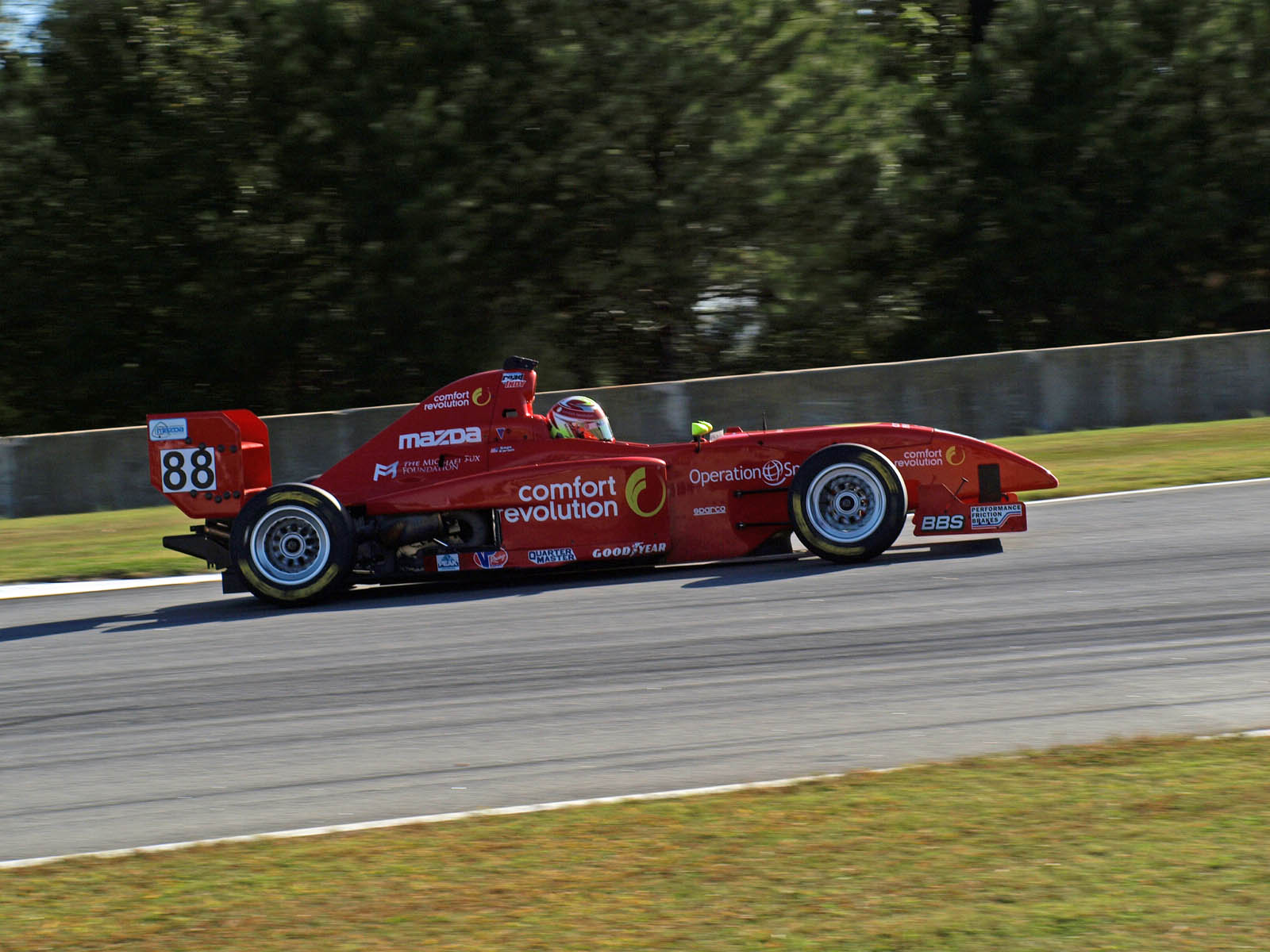
Carro da Star Mazda guiado por Sage Karam em 2012

Em 2010, a Star Mazda passou a fazer parte do programa Mazda Road to Indy sancionado pela IRL, juntamente com a USF2000 e a Indy Lights. Por meio do programa, o campeão da categoria receberia financiamento para competir na Indy Lights no ano seguinte. A primeira corrida da Star Mazda na Road to Indy foi realizada com todas as três categorias no mesmo evento: o Grande Prêmio de São Petersburgo de 2010. A Andretti Autosport entrou na categoria em 2011, tornando-se a primeira equipe a competir em todos os níveis da Road to Indy, incluindo a IndyCar.
Em dezembro de 2012, Gary Rodrigues, o fundador da Star Mazda, anunciou a venda da categoria para a Andersen Promotions de Dan Andersen (que já era dono da USF2000), com a categoria sendo renomeada para Pro Mazda Championship. Andersen era dono de uma equipe da Star Mazda, a Andersen Racing. No final de 2018, com a saída da Mazda da Road to Indy, a competição foi renomeada para Indy Pro 2000, com a Andersen Promotions mantendo sua propriedade.

## Carros

### Fórmula Star Mazda 'Pro' (2004–2017)
O Star Mazda Pro foi um carro de monopostos de tipo fórmula projetado, desenvolvido e construído pela Star Race Cars, para competição de monotipos do Campeonato Norte-Americano Pro Mazda, entre 2004 e 2017.

### Tatuus PM-18 (2018–2021)
O Tatuus PM-18, usado de 2018 a 2021, foi baseado no chassi USF-17 usado na USF 2000 para ajudar na redução dos custos operacionais das equipes.
- Chassi: Incluiu painéis de impacto lateral, estruturas de impacto dianteiras e traseiras, apoio de cabeça da IndyCar compatível com HANS, amarras de rodas dianteiras e traseiras, montantes atualizados e estrutura de antepara frontal atualizada para ovais específicos dos Estados Unidos.
- Carroceria: Cobertura de motor exclusiva da categoria, difusor de composto de carbono, asa traseira ajustável de dois elementos e asa dianteira de fibra de carbono de plano único com flaps ajustáveis e placas de extremidade dianteiras e traseiras específicas do campeonato. Toda a carroceria é construída em fibra de carbono.
- Elétrica: Cosworth Omega L2 Plus Data Logger conectado via CAN à ECU e GCU Cosworth SQ6; opção de atualização para um Omega Pro com custo adicional
- Volante: Cosworth CFW277 com painel integrado e alavancas de troca de marchas
- Capacidade de combustível: 40 litros
- Fornecimento de combustível: Injeção eletrônica
- Suspensão: Amortecedores dinâmicos DSSV ajustáveis bidirecionalmente e uma variedade de barras estabilizadoras dianteiras e traseiras ajustáveis. Molas fornecidas pela Hyperco, com seis taxas disponíveis, intercambiáveis para eixos dianteiro e traseiro. Montantes dianteiros e traseiros atualizados para ovais específicos dos EUA. Ajuste de altura de passeio, cambagem e convergência em ambos os eixos, com ajustes de centro de rolagem, anti-agachamento e anti-mergulho no eixo traseiro.

### Tatuus IP-22 (2022–presente)
O Tatuus IP-22 é o substituto do PM-18, e está previsto para ser usado na categoria até 2027. O chassi é um monocoque composto de carbono e alumínio tipo colmeia, atendendo aos padrões de segurança atuais da FIA, com sua principal diferença do modelo anterior sendo a presença do dispositivo do tipo halo.
- Comprimento: 108 polegadas (2743 milímetros)
- Largura: 61 polegadas (1549 milímetros)
- Transmissão: Caixa de velocidades sequencial Sadev de seis velocidades
- Pneus: Pneus slick e de chuva da marca Continental
- Molas: Hyperco 4” 36 mm ID
- Peso: 520 kg[10]

## Campeões
| Temporada                  | Campeão                 |
| Star Mazda Championship    | Star Mazda Championship |
| -------------------------- | ----------------------- |
| 1991                       | Mark Rodriguez          |
| 1992                       | Chuck West              |
| 1993                       | Ben Massey              |
| 1994                       | Brad Loehner            |
| 1995                       | Mark Rodriguez          |
| 1996                       | Rich Stephens           |
| 1997                       | Tony Buffomante         |
| 1998                       | Ian Lacy                |
| 1999                       | Joey Hand               |
| 2000                       | Bernardo Martinez       |
| 2001                       | Scott Bradley           |
| 2002                       | Guy Cosmo               |
| 2003                       | Luis Schiavo            |
| 2004                       | Michael McDowell        |
| 2005                       | Raphael Matos           |
| 2006                       | Adrian Carrio           |
| 2007                       | Dane Cameron            |
| 2008                       | John Edwards            |
| 2009                       | Adam Christodoulou      |
| 2010                       | Conor Daly              |
| 2011                       | Tristan Vautier         |
| 2012                       | Jack Hawksworth         |
| Pro Mazda Championship     |                         |
| 2013                       | Matthew Brabham         |
| 2014                       | Spencer Pigot           |
| 2015                       | Santiago Urrutia        |
| 2016                       | Aaron Telitz            |
| 2017                       | Victor Franzoni         |
| 2018                       | Rinus VeeKay            |
| Indy Pro 2000 Championship |                         |
| 2019                       | Kyle Kirkwood           |
| 2020                       | Sting Ray Robb          |
| 2021                       | Christian Rasmussen     |
| 2022                       | Louis Foster            |
| USF Pro 2000 Championship  |                         |
| 2023                       | Myles Rowe              |
| 2024                       | Lochie Hughes           |